# Stavangers flygplats, Sola
Stavangers flygplats, Sola (IATA: SVG, ICAO: ENZV) är Norges fjärde största flygplats (2005). Flygplatsen ligger i Sola kommun, 15 km sydväst om Stavanger och 10 km nordväst for Sandnes i Rogaland fylke. Antalet passagerare 2006 var 3 271 852. 

## Historia
Flygplatsen öppnades för trafik den 29 maj 1937. Kung Håkon VII deltog vid öppningsceremonin. Vid öppnandet hade Sola två banor, bägge byggda i betong. Norska staten och Stavanger stad delade lika på anläggningskostnaderna som uppgick till 2 miljoner norska kronor. Under den tyska ockupationen av Norge utvidgades trafikkapaciteten avsevärt.Hovedredningssentralen för södra Norge har säte vid Sola. Flygplatsen har två terminaler, en för flygplanstrafik, en for helikoptertrafik till destinationer i de norska oljefälten i Nordsjön.

## Destinationer

### Inrikes
| - Bergen (Norwegian, SAS) - Kristiansand (SAS) - Kristiansund (SAS) - Oslo (Eastern Airways, Norwegian, SAS) - Rygge (Norwegian) | - Sandefjord (Norwegian) - Skien (Vildanden) - Trondheim (SAS) - Ålesund (SAS) |

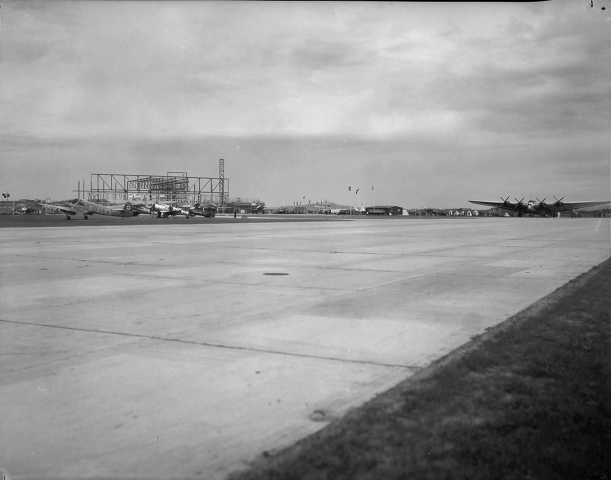
Öppnandet av flygplatsen. Till höger kan man se Tyska Lufthansas Junkers G.38 airliner D-APIS och till vänster huvudhangaren under uppbyggnad.

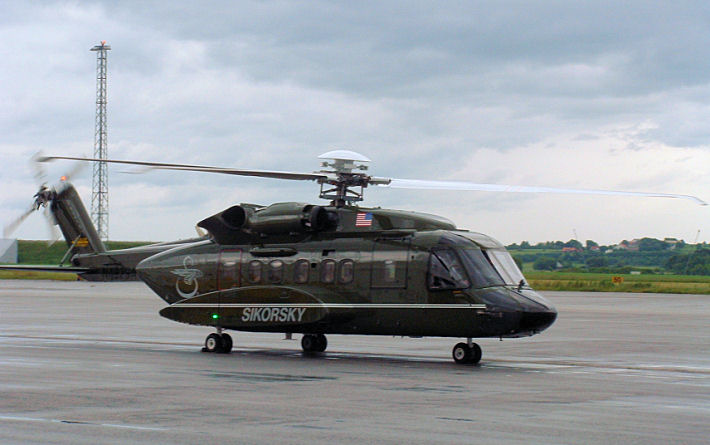
En Sikorsky S92 2003

### Utrikes
| - Billund (DOT LT) - Esbjerg (DOT LT) - Köpenhamn (SAS) - Nice (Norwegian) - Paris-Orly (Norwegian) - Färöarna (Atlantic Airways) - Reykjavik (Icelandair) - Dubrovnik (Norwegian) - Split (Norwegian) - Riga (AirBaltic) | - Amsterdam (KLM) - Krakow (Norwegian) - Warszawa (Norwegian) - Alicante (Norwegian) - Málaga (Norwegian) - Murcia (Norwegian) - Aberdeen (Eastern Airways, SAS, Widerøe) - London-Gatwick (Norwegian) - London-Heathrow (SAS) - Newcastle upon Tyne (Eastern Airways, Widerøe) | - Stockholm (SAS) |

### Charter
| - Varna (Thomas Cook) - Larnaca (Thomas Cook) - Uleåborg (Freebird Airlines) - Rhodos (SAS, Thomas Cook) - Santorini (SAS) | - Skiathos (SAS) - Split (SAS) - Harstad-Narvik (SAS) - Las Palmas (SAS, Thomas Cook) | - Palma (Air Europa, Thomas Cook) - Kalmar (Air Europa) - Luleå (Cyprus Turkish Airlines) - Nürnberg (SAS) |